# Pluduno
Pluduno è un comune delegato e frazione del comune di Val-d'Arguenon, situato nel dipartimento delle Côtes-d'Armor nella regione della Bretagna. In precedenza comune autonomo, il 1º gennaio 2025 è confluito insieme all'ex comune di Pléven nel nuovo comune di Val-d'Arguenon.

## Società

### Evoluzione demografica
Abitanti censiti

## Amministrazione

### Gemellaggi
Sainte-Croix-aux-Mines, dal 2001